# Cyperus planifolius
Cyperus planifolius es una especie de planta del género Cyperus. Está reportada para Venezuela en todos los estados excepto en Distrito Capital y los estados Amazonas, Delta Amacuro, Miranda, Yaracuy, Carabobo.

## Descripción
Planta perenne. Tallos de 60-90 cm x 5-8 mm, atenuados de 3 mm en el ápice, cespitosos, patentes, robustos, trígonos, sulcados, raramente escabriúsculos, ligeramente tuberosos, no nudoso septados. Hojas 15-90 x 0.3-1 cm, erectas, aplanadas, acuminadas, coriáceas, lisas o finamente escabriúsculas en los márgenes y costilla media en el envés; vainas pardas, tornándose fibrosas. Brácteas foliiformes. Rayos 0-7, hasta 9 cm, desiguales, ascendentes. Espigas 1-3 cm de ancho, anchamente ovoides, solitarias o 2-3 juntas en una cabezuela laxa o densa de hasta 3.5 cm de ancho. Espiguillas 6-16(-30) x 1.5-3 mm, lineares, agudas, con 8-14 flores, adpresas o divaricadamente patentes, generalmente desprendiéndose completas; raquilla erecta, las alas anchas abrazando a los aquenios. Glumas 3-3.5 x c. 1.2 mm, ovado-lanceoladas, subagudas, mucronulatas, laxamente imbricadas, 7-9(-11)-nervias, a veces tardíamente caducas, costilla media verde o parda, los lados pardo lustroso, los márgenes amarillo hialinos, enrollados hacia adentro. Estambres 3. Estilo 1.5 mm. Aquenios de 1.6 x 0.8 mm, obovoide-oblongos, obtusos, escasamente apiculados, sésiles, punticulados.

## Distribución y hábitat
Se encuentra en las islas junto a la costa, playas altas de arena calcárea o de coral, matorrales rocosos en calizas, desde el SE de Estados Unidos, México a Brasil y las Antillas.

## Taxonomía
Cyperus planifolius fue descrita por Louis Claude Marie Richard   y publicado en Actes de la Société d'Histoire Naturelle de Paris 1: 106. 1792.
Etimología
Cyperus: nombre genérico que deriva del griego y que significa "junco".
planifolius: epíteto latino que significa "con hojas planas".
Sinonimia
- Cyperus brizaeus Vahl
- Cyperus brizaeus Rich.
- Cyperus brizaeus J. Presl & C. Presl
- Cyperus brunneus Sw.
- Cyperus brunneus Griseb.
- Cyperus discolor Boeckeler
- Cyperus evaginatus Boeckeler
- Cyperus glaucus Steud.
- Cyperus glaucus var. gracilis Boeckeler
- Cyperus krugii Boeckeler
- Cyperus ottonis Boeckeler
- Cyperus ottonis var. humilior Boeckeler
- Cyperus purpurascens Vahl
- Cyperus sanguineus Balb. ex Steud.
- Cyperus solmsii Boeckeler
- Mariscus brizaeus C.B.Clarke
- Mariscus brunneus (Sw.) C.B.Clarke
- Mariscus planifolius (Rich.) Urb.
- Mariscus purpurascens (Vahl) C.B.Clarke[5][6]